# Anduoit
Anduoit ist ein sehr seltenes Mineral aus der Mineralklasse der Sulfide und Sulfosalze. Es kristallisiert im orthorhombischen Kristallsystem mit der chemischen Zusammensetzung (Ru,Os)As2 und entwickelt vorwiegend massive Kristalle oder körnige Aggregate bis zu einer Größe von 60 bis 100 µm von bleigrau-metallischer Farbe, die in reflektiertem Licht rosa-weiß erscheinen.
Anduoit ist isomorph zu Omeiit ((Os,Ru)As2). Es ist optisch anisotrop mit einem Farbwechsel von rötlich- oder grünlich gelb nach graugrün, blassgrün oder blassrot.

## Etymologie und Geschichte
Anduoit (chinesisch 安多矿, Pinyin Anduokuang, Erz aus Anduo) wurde 1979 von Yu und Zhou beschrieben.

## Klassifikation
Nach der Systematik der Minerale nach Strunz (8. Auflage) wird das Mineral in der Mineralklasse der Sulfide und Sulfosalze in die Markasit-Gruppe (II/D.20) und Systematik der Minerale nach Strunz (9. Auflage) in derselben Mineralklasse in Löllingit-Gruppe eingeordnet. Die Systematik der Minerale nach Dana stellt den Anuoit zu den Sulfiden mit der generellen Formel AmBnXp, mit (m+n):p = 1:2, er hat den Schlüssel 2.12.2.8.

## Bildung und Fundorte
Das Mineral wurde zuerst in der Chrom-Lagerstätte von Amdo (Anduo) in Tibet gefunden, wo es in umgewandeltem Dunit vorkommt. Dort tritt es in der Form sehr seltener Kristalle in Chrom-Spinellen mit einer Vielzahl anderer Chrom-, Sulfid- und Platinminerale auf. Neben der Typlokalität sind weitere Funde aus Outokumpu in Finnland, Albanien und der Oblast Dnipropetrowsk in der Ukraine bekannt.

## Kristallstruktur
Anduoit kristallisiert im orthorhombischen Kristallsystem in der Raumgruppe Pnnm mit den Gitterparametern a = 5,41 Å, b = 6,2 Å und c = 3,01 Å, sowie zwei Formeleinheiten pro Elementarzelle. 